# Serge Papin
Pour les articles homonymes, voir Papin.
Serge Papin, né le 1er août 1955 à Saint-Gilles-Croix-de-Vie en Vendée, est un chef d'entreprise français. Il est de 2005 à 2018 le président-directeur général (PDG) du groupement coopératif Système U (Les magasins U : Super U, Hyper U, Utile, U express). Il est à l'origine du manifeste Osons Demain, pour la transition écologique des entreprises. Également consultant et conférencier, il devient président non-exécutif d'Auchan France en 2024.

## Biographie

### Jeunesse
Serge Papin est né de parents épiciers en mandat-gérance. À l'âge de 8 ans, il déménage dans le bocage vendéen à La Châtaigneraie où son père rachète un magasin Codec dans la rue du Commerce.
Serge Papin passe son adolescence comme pensionnaire chez des prêtres séculiers, au collège Saint-Joseph de Fontenay-le-Comte. Il est exclu lors de l'année de sa 3e, et entame ensuite une année de comptabilité. Il obtient un BEP Commerce après avoir quitté la filière comptable en 1re année.
En 1972, Serge Papin entre comme manutentionnaire à l'Intermarché de Fontenay-le-Comte. 
Après son service militaire, il suit une formation de commerce à la CCI de Nantes. 

### Carrière chez Système U
En 1976, il entre comme promoteur des ventes à la centrale Loire-Atlantique des UNICO (ancêtre des Super U), devenue centrale régionale de Système U Ouest,,. 
En 1979, il crée le service communication de Système U Ouest. En 1981, il rejoint la supérette UNICO de Chantonnay, chargé de la création du service communication à la centrale Système U. En 1984, il prend la direction de l'UNICO devenu Super U de Chantonnay.
En 1989, il rachète le magasin Super U de Chantonnay.
Le GIE Écovalor (rebaptisé U Éco Raison, projet depuis étendu à l'échelle de la Bretagne puis national) est créé sous son impulsion et de celle du président de Fleury Michon Yves Gonnord. Cette usine créée en 1994 est chargée du retraitement des déchets d'emballages pour les magasins U de Vendée.
En 1997, il est vice-président de Système U Ouest et responsable du comité d'enseigne du groupement. En 1998, il devient directeur général à la Centrale régionale Ouest de Système U. Cette même année il vend son magasin Super U devenu Hyper U à Chantonnay et démissionne du groupement coopératif Système U après l'hypothèse d'un rapprochement entre les Leclerc et Système U[pas clair].
Il devient chargé du développement de l’enseigne de restauration rapide Graine d'appétit (Fleury Michon) qui ouvrira durant la fin de l'année suivante,. En 1999, quelques mois plus tard, il est rappelé par Jean-Claude Jaunait, alors président du groupement coopératif Système U et ami de ses parents, qui lui propose une place au conseil d'administration de la centrale d'achats de Système U Ouest, la plus importante du groupe.
Il rachète avec son cousin Stéphane Praud en 2000 le Super U lancé par ses oncles et son père de Bretignolles-sur-Mer sur la côte de lumière en Vendée.
En 2003, il est nommé vice-président du groupement Système U chargé de l'animation des réseaux et des hommes,. 
En 2005, Serge Papin est nommé PDG de la centrale nationale du groupement coopératif Système U en remplacement de Yves Bartholomé, démissionnaire qui assurait l'intérim de Jean-Claude Jaunait, président depuis 30 ans, élu par vote du conseil d'administration à sa tête à l'unanimité. Il est accompagné à la vice-présidence par Roger Thune pour la partie commerciale et administrative, et d'un autre vice-président pour la partie commerciale. Il déménage à Paris, divorce et fait transférer le siège de système U de Créteil à Rungis.  
En 2006, il est réélu pour six ans à la tête du groupement Système U.
À partir de janvier 2007 les magasins de grande surface ont la possibilité de diffuser de la publicité pour la première fois à la télévision. Serge Papin avec Jean-Marie Dru de l'agence TBWA pour le compte des magasins U lance les spots publicitaires télévisés. Les spots se font avec la complicité du comédien Daniel Prévost qui prête déjà sa voix pour les spots à la radio depuis plus de 20 ans.
Courant 2009, Serge Papin, pourtant vice-président d'European Marketing Distribution, annonce que son groupe va changer de centrale d'achat. Il se passionne pour la littérature et crée avec Louis-Marie Barbarit une maison d'édition, Mosée éditions, dont le nom est inspiré de celui d'une rivière vendéenne. Avec la mort de Louis-Marie Barbarit, la maison d'édition disparaît.
En mai 2011, Serge Papin décline une offre émanant de Lars Olofsson alors président du groupe Groupe Carrefour qui lui propose de prendre la tête de Carrefour France en remplacement de James McCann, transfuge de Tesco fraîchement limogé.
En 2012, il rachète à sa sœur cadette Marylène le magasin Super U (ex-Codec) qui fut celui de son père à La Châtaigneraie.
Sa proximité avec le comédien Alain Chabat est à l'origine d'un partenariat commercial des Magasins U avec le film Sur la piste du Marsupilami que ce dernier a réalisé. C'est aussi l'année de sa seconde réélection pour six ans à la tête du groupement Système U. Il est de nouveau réélu à l'unanimité par les administrateurs du groupement,.
En mai 2018 Serge Papin quitte le groupe Système U à la fin de son deuxième mandat. Il passe le relais à Dominique Schelcher, auparavant vice-président de Système U. Avant son départ, Système U noue une alliance avec le groupe Carrefour : « Même si Système U s’est bien développé, il a besoin d’un allié. Dans les négociations internationales avec les grands groupes, on va peser plus lourd (…) Nous, nous sommes des commerçants indépendants, Carrefour est un groupe coté, ce n’est pas du tout le même modèle. Ça n’exclut pas qu’on puisse partager des valeurs communes ». Selon Serge Papin, Carrefour et Système U ont la même position sur les filières agricoles.
Lors d'une interview accordée au Figaro et parue le 29 octobre 2018, Serge Papin estime que "les évolutions de la société annoncent la mort de l'hypermarché".

### Auchan
En décembre 2023, deux sources annoncent à l'AFP que Serge Papin va devenir courant 2024 le président non-exécutif de Auchan France.

### Osons Demain
Convaincu du lien entre alimentation, santé et environnement, il lance en 2017 l'initiative Osons Demain, un manifeste des chefs d'entreprises en faveur d'une véritable transition écologique en France. Ce dernier rassemble plus de 500 signatures. 

## Vie personnelle
Serge Papin est père de quatre filles nées de sa première épouse, et d'un garçon nommé Alban né en 2010 de sa seconde épouse,.